# Ha Shu'al B'Lool Hatarnegolot
Ha Shu'al B'Lool Hatarnegolot (nome em hebraico; no alfabeto hebraico: 'השועל בלול התרנגולות) é um filme israelense de 1978, baseado no livro satírico de mesmo título, escrito por Ephraim Kishon. Dele participaram muitos atores israelenses proeminentes à época, mais notadamente Shaike Ophir e Seffi Rivlin. O filme apresenta uma visão satírica e cômica de uma geração antiga de políticos israelenses.
Observação
- Este artigo foi inicialmente traduzido, total ou parcialmente, do artigo da Wikipédia em inglês cujo título é «The Fox in the Chicken Coop», especificamente desta versão.